# Чистович, Николай Яковлевич
Никола́й Я́ковлевич Чисто́вич (1860—1926) — врач-терапевт. Сын Якова Алексеевича Чистовича, брат Фёдора Яковлевича Чистовича.

## Биография
В 1870—1878 годах учился в 3-й Санкт-Петербургской гимназии. Высшее образование получил на естественном отделении физико-математического факультета Санкт-Петербургского университета, на медицинском факультете Московского университета и в Военно-медицинской академии, где и окончил курс в 1884 году.
По окончании обучения Чистович оставлен ординатором академической терапевтической клиники профессора С. П. Боткина. В 1887 году за диссертацию «О влиянии extracti fluidi radicis Hellebori viridis на сердце и кровообращение» (СПб. и «Centralblatt f. d. medic. Wissenschaften», 1887, № 28) удостоен степени доктора медицины и в том же году командирован за границу.
В Берлине Николай Яковлевич изучал бактериологию у профессора Коха, в Страсбурге работал по патологической анатомии под руководством профессора Реклинхаузена, в Париже работал по бактериологии и патологической анатомии в лабораториях Корниля и Мечникова в институте Пастера, занимался в клинике нервных болезней профессора Шарко.
С 1890 года он являлся приват-доцентом по клинике внутренних болезней и ассистентом академической терапевтической клиники профессора Л. В. Попова, где состоял до 1895 года. С 1894 по 1900 год состоял преподавателем общей патологии и инфекционных болезней в училище лекарских помощниц, а с 1900 по 1903 год читал там же лекции по инфекционным болезням.
В 1895—1899 годах Чистович работал главным врачом Общины сестер милосердия св. Георгия. В 1898 году назначен экстраординарным профессором Военно-медицинской академии по кафедре бактериологии и заразных болезней, с 1903 года — ординарный профессор той же академии. Кроме того, с 1900 года Николай Яковлевич читал курс частной патологии и терапии в Санкт-Петербургском женском медицинском институте, стал организатором кафедры частной патологии и терапии.
Н. Я. Чистович — один из основоположников клиники инфекционных болезней как научной дисциплины и курса преподавания. Внес значительный вклад в изучение крупозной пневмонии, туберкулеза, занимался проблемами местного иммунитета. В 1922 году был опубликован его труд «Курс частной патологии и терапии внутренних болезней», первый том которого переиздавался 7 раз, а второй — 4. Его учениками были М. И. Аринкин, С. И. Златогоров, С. М. Рысс, Н. Н. Савицкий.

Сестры общины сестер милосердия св. Георгия. Слева сестра А. И. Шингарева Анна Ивановна, ученица Н. Я. Чистовича

Умер в 1926 году в Ленинграде. Похоронен на Новодевичьем кладбище в Ленинграде (Санкт-Петербурге).
В коллекции Военно-медицинского музея находится персональный фонд Н. Я. Чистовича, содержащий более ста единиц хранения, среди которых — его труды, рукописные, биографические и фотоматериалы, а также личные вещи и медицинский инструментарий.

## Семья
1-й брак — Екатерина Николаевна Белокопытова (ум. в 1893 году во время родов; сестра жены И. И. Мечникова Ольги Николаевны). Их сын Борис (ум. в 1920) родился психически недоразвитым, жил на попечении родственников, а затем в частном психо-неврологическом интернате. Похоронен на Новодевичьем кладбище рядом с матерью.
2-й брак — Екатерина Ильинична Лодыженская (1881—1961), сестра Юрия Ильича Лодыженского.
Сыновья:
- Алексей Николаевич Чистович (1905—1970), полковник медицинской службы, доктор медицинских наук (1939), профессор (1939), Член-корреспондент АМН СССР (1961).
- Георгий Николаевич Чистович (1914—1969), доктор медицинских наук (1955). Окончил Ленинградскую школу № 11 (бывш. Анненшуле), с отличием — Первый ленинградский медицинский институт. В блокадном Ленинграде заведовал отделением эвакогоспиталя, в 1942 году с Военно-медицинской академией эвакуировался в Самарканд, руководил бактериологической лабораторией кафедры инфекционных болезней. В 1949 году Г. Н. Чистович был в Семипалатинске на испытаниях первой советской атомной бомбы с целью изучения влияния ядерного оружия на микроорганизмы. После его критики по вопросу недостаточной защиты участников испытаний от облучения 23 декабря 1950 года он был арестован и приговорен к пяти годам заключения. Амнистирован в 1953 году, реабилитирован в 1957 году. Работал в Институте экспериментальной медицины[3]. В 1960 году возглавил кафедру микробиологии Ленинградского санитарно-гигиенического медицинского института. Автор первого советского учебника по санитарной микробиологии для студентов и фундаментального труда «Санитарная микробиология». Его жена — Варвара Николаевна Чистович-Чернова (1913—1985), доктор медицинских наук, профессор, заведующая бактериологической лабораторией НИИ детских инфекций. Дочь — Наталья Георгиевна Добровольская (род. 1940), внучка — Екатерина Владимировна Таликова (1970), микробиологи[4].

## Научные работы
- «Eine neue Methode zur Erforschung der Wirkung verschiedener Agentien auf das isolirte Herz der warmblutigen Thiere» («Centralblatt f. Physiologie», 1887)
- «Über das Wachsthum der Zottenpolypen der Harnbläse» («Virchow’s Archiv», т. 115, 1889)
- «Des phénomènes de phagocytose dans les poumons» (ib., 1889)
- «Études sur la pneumonie fibrineuse» (ib., 1890)
- «Du nombre de globules blancs du sang dans la pneumonie» (ib., 1891)
- «Новейшие исследования по вопросу о лейкоцитолизе» («Русский Архив патологии», 1896)
- «Épidémie de peste au vilage de Kolobovka» («Annales de l’Inst. Pasteur», 1900).